# حيث يغني جراد البحر
حيث يغني جراد البحر (بالإنجليزية: Where the Crawdads Sing )‏ هو فيلم غموض دراما أمريكي من بطولة ديزي إدغار جونز، تايلور جون سميث، هاريس ديكنسون، ميخائيل هايت وديفيد ستراثيرن، صدر الفيلم في 15 يوليو 2022.

## روابط خارجية
- حيث يغني جراد البحر على موقع IMDb (الإنجليزية)
- حيث يغني جراد البحر على موقع ميتاكريتيك (الإنجليزية)
- حيث يغني جراد البحر على موقع روتن توميتوز (الإنجليزية)
- حيث يغني جراد البحر على موقع نتفليكس (الإنجليزية)
- حيث يغني جراد البحر على موقع ألو سيني (الفرنسية)
- حيث يغني جراد البحر على موقع أول موفي (الإنجليزية)
- حيث يغني جراد البحر على موقع فيلمافينيتي (الإسبانية)
- حيث يغني جراد البحر على موقع قاعدة بيانات الأفلام السويدية (السويدية)
- حيث يغني جراد البحر على موقع قاعدة بيانات الفيلم (الإنجليزية)
- حيث يغني جراد البحر على موقع ليتربوكسد (الإنجليزية)

لم يتم العثور على روابط لمواقع التواصل الاجتماعي.